# Giuseppe De Notaris
Giuseppe De Notaris (ur. 18 kwietnia 1805 w Mediolanie, zm. 22 stycznia 1877) – włoski botanik i mykolog.

## Życiorys
Ukończył medycynę na Uniwersytecie w Pawii w 1830 r. Przez dwa lata jako lekarz pracował w mediolańskim szpitalu. Zainteresowała go jednak botanika. W 1932 r. zrezygnował z medycyny i przyjął pracę w ogrodzie botanicznym w Turynie. Prowadził badania naukowe i w 1839 r. został mianowany profesorem botaniki i dyrektorem ogrodu botanicznego na Uniwersytecie Genueńskim. W Genui ożenił się z Antoniettą Botto, z którą miał córkę. Mieszkał w Genui przez 34 lata. W tym czasie napisał większość swoich prac naukowych. W 1872 roku objął katedrę botaniki na Uniwersytecie Rzymskim.

## Praca naukowa
Zajmował się głównie roślinami nienaczyniowymi i plechowcami. Dużą rolę w pracy naukowej De Notarisa odegrał inny włoski botanik i jego przyjaciel – Giuseppe Balsamo Crivelli. Wspólnie wyjeżdżali na terenowe wyprawy botaniczne i wspólnie opublikowali wiele prac, m.in. trzy prace o mchach i glonach: Synopsis Muscorum in agro Mediolanensi hucusque lectorum, MusciMediolanenses collecti et editi (Milano 1833-34), Prodromus bryologiae Mediolanensis. W czasie swoich terenowych wypraw De Notaris odkrył i opisał wiele nowych gatunków roślin.
W dziedzinie mykologii był pierwszym, który oparł się lansowanej wówczas tezie o niewłaściwości stosowania mikroskopu, obserwacje za pomocą którego rzekomo dawały błędne wyniki. Był pierwszym, który opracował systematykę grzybów workowych (Ascomycetes), ale szczególnie zainteresował się grzybami Pyrenomycetes (obecnie są to Sordariomycetes). Na spotkaniu włoskich naukowców w 1845 r. w Mediolanie przedstawił podstawy klasyfikacji i oznaczania grzybów w oparciu o mikroskopową analizę zarodników i owocników. Opracowane dla grzybów metody stosował także przy oznaczaniu i klasyfikowaniu porostów. W oparciu o mikroskopową analizę ich budowy poddał krytyce dotychczas używany dla porostów system klasyfikacji i opracował nowy.
W nazwach naukowych utworzonych przez Giuseppe De Notarisa taksonów dodaje się skrót jego nazwiska De Not.

## Wybrane publikacje
- Muscologiae italicae spicilegium, 1837.
- Syllabus muscorum in Italia et in insulis circumstantibus hucusque cognitorum, 1838.
- Florula Caprariae : sive, Enumeratio plantarum in insula Capraria : vel sponte nascentium vel ad utilitatem latius excultarum, 1839 (with Giuseppe Giacinto Moris).
- Repertorium florae Ligusticae, 1844.
- Agrostograhiae Aegyptiacae fragmenta, 1852 (with Antonio Bey Figari).
- Musci italici, 1862.
- Sferiacei italici, 1863.
- Epilogo della Briologia Italiana, 1869.